# ريتشارد غريكو
ريتشارد غريكو (بالإنجليزية: Richard Grieco)‏ مواليد 23 مارس 1965 في واتيرتاون، نيويورك، الولايات المتحدة، هو ممثل أمريكي بدأ مسيرته الفنية سنة 1986.

## الأعمال

### أفلام
- 22 شارع جامب (2014) (بدور: دينيس بوكر)

### مسلسلات
- حياة واحدة للعيش (1985) (بدور: ريك جاردنر)
- الكراغل (1994)
- فيرونيكا مارس (2006)
- فيلادلفيا دائما مشمسة (2016)

## وصلات خارجية
- ريتشارد غريكو على موقع IMDb (الإنجليزية)
- ريتشارد غريكو على موقع ألو سيني (الفرنسية)
- ريتشارد غريكو على موقع ميوزك برينز (الإنجليزية)
- ريتشارد غريكو على موقع أول موفي (الإنجليزية)
- ريتشارد غريكو على موقع قاعدة بيانات الأفلام السويدية (السويدية)
- ريتشارد غريكو على موقع إن إن دي بي (الإنجليزية)
- ريتشارد غريكو على موقع ديسكوغز (الإنجليزية)
- ريتشارد غريكو على موقع قاعدة بيانات الفيلم (الإنجليزية)
- ريتشارد غريكو على موقع كينوبويسك (الروسية)

- الموقع الرسمي